# Mastus claudia
Mastus claudia is een slakkensoort uit de familie van de Enidae. De wetenschappelijke naam van de soort is voor het eerst geldig gepubliceerd in 1998 door Maassen & Welter-Schultes.